# متلازمة واردينبيرغ
متلازمة واردينبيرغ هو اضطراب وراثي نادر يتميز في معظم الأحيان مع درجات متفاوتة من الصمم، والعيوب الطفيفة في الهياكل الناشئة عن القمة العصبية، واضطرابات في تكون العضل، واضطرابات في السمع والجلد والعينين بشكل أساسي وقد يصيب القولون أو الأطراف العلوية خاصة اليدين.

## الأعراض
تختلف الاعراض من نوع إلى اخر ومن شخص إلى شخص اخر.
الأعراض تختلف من نوع واحد من متلازمة ل آخر ومن مريض واحد إلى آخر، ولكنها تشمل:
- عيون باهتة جدا أو تكون زرقاء غامقة، عيون اثنين من ألوان مختلفة أو (تباين) في لون العينين.
- الناصية من الشعر الأبيض (بهاق)، أو شيب الشعر.
- بروز واسع في العينين، وتوسع في جذر الأنف المرتبطة بشكل خاص مع النوع الأول المعروف أيضا باسم تباعد الموقين؛
- صمم معتدل أو يكون فقدان السمع العميق ويرتبط هذا الشرط بالنوع الثاني.
- انخفاض الحاجبين والتي تمس في الوسط.
- بقع بيضاء تصبغ على الجلد وقد لوحظت عند بعض الناس وترتبط هذه الحالة مع النوع الثالث من المرض.
- قد تشمل اعراض النوع الرابع مظاهر عصبية.

كما يوجد أعراض أخرى مرتبطة بمتلازمة واردينبيرغ، مثل اضطرابات خلقية تصيب الأمعاء والعمود الفقري العيوب، والارتفاع في عظم الكتف والحنك المشقوق. في بعض الأحيان وهذا يكون مصاحب مع مرض هيرشسبرونغ (بالإنجليزية: Hirschsprung disease)‏ .

## التشخيص
وهناك خمسة معايير التشخيص رئيسية وخمسة طفيفة لمتلازمة واردينبيرغ، وتقسم تلك المعاير إلى قسمين كالتالي:
الرئيسية
- فقدان السمع الحسي العصبي.
- القزحية شذوذ صباغية (يكون هناك لونين اثنان في العين الواحدة أو في القزحية)
- نقص تصبغ الشعر (ناصية بيضاء أو الشعرات البيضاء في مواقع أخرى في الجسم) (شمط).

ثانوية:
- نقص التصبغ في الجلد (الوضح الخلقي/ بقع البشرة البيضاء)
- (اقتران الحاجبين)(بالإنجليزية: synophrys)‏
- توسع جذر الأنف
- موق العين (بالإنجليزية: Canthus)‏
- نقص تنسج جناح الأنف
- الشيب المبكر للشعر (قبل سن 30).

## العلاج
لا يوجد حاليا أي علاج شاف لمتلازمة واردينبيرغ.ولكن يتم علاج بعض الاعراض منها حالات الصمم. وقد يتم الاستعانة بعمليات التجميل لتحسين المنظر والتشوهات المرتبطة بالمرض. كما يتم التعامل مع تشوهات أخرى (العصبية، والهيكلية، وأمراض هيرشسبرونغ) المرتبطة بالمتلازمة عرضيا.

## التاريخ
وكان أول وصف علمي لمتلازمة واردينبيرغ في عام 1951، ويرجع اسم هذه المتلازمة إلى طبيب العيون الهولندي الدكتور بطرس جوهانز وردينبيرج [الإنجليزية] والذي عاش بين عامي (1886-1979). حيث لاحظ في عام 1948 أن لون أعين بعض من لديهم صمم تختلف عن بعضها البعض. ولكن الدكتور فون هوف (بالإنجليزية: Van der Hoeve)‏ في عام 1913 وصف توأمين لديهم تباعد مع صغر في العينين. كذلك وصف الدكتور كلين (Klein) عام 1947 طفل عمرة عشر سنوات وبه شيب في ناصية شعر رأسه ومع بقع بيضاء في الجلد وعين ضيقة زرقاء ولديه صمم وعيب خلقي في اليد.وكذلك وصف الدكتور شاه (Shah) طفل لديه أعراض مشابهه ولكن لديه ضيق خلقي في القولون يعرف بمرض هيرشبرونج (بالإنجليزية: Hirschsprung disease)‏. ولكن هذه المتلازمة اشتهرت باسم الدكتور وردينبيرج وإن كان أسماء هؤلاء الأطباء أضيفت لاحقا لأنواع من هذا المرض.